# 日軍入侵法屬印度支那
日軍入侵法屬印度支那，又名為越南遠征、入侵法屬中南半島，是大日本帝國在第二次中日戰爭期間，為封鎖中華民國及阻止美國通過海防至雲南之中越铁路以運送軍火、燃料及每月10,000噸的物資而採取之行動，佔領維琪法國所控制的法屬中南半島可令封鎖中國的行動成功，同時延續實施桂南會戰的作用。

## 名称
关于本次战争的名称，日本称其为「佛印進駐」（日语：／?），其中「佛印」指的是「佛領印度支那」（日语：?），即「法属印度支那」（日语中的「佛」为「法国」的简称）。而战争另一方的越南则称其为「日佔東洋」（越南语：／?），其中「東洋」一詞在越南語中指的是整個中南半島地區，與其在中文、日文中的意思皆不相同。其在越南語中的另一個名稱為「第一次東洋戰役」（越南语：／?）。英語中，其被稱為「日本入侵法屬印度支那」（Japanese Invasion of French Indochina）或「越南遠征」（Vietnam Expedition）。

## 背景

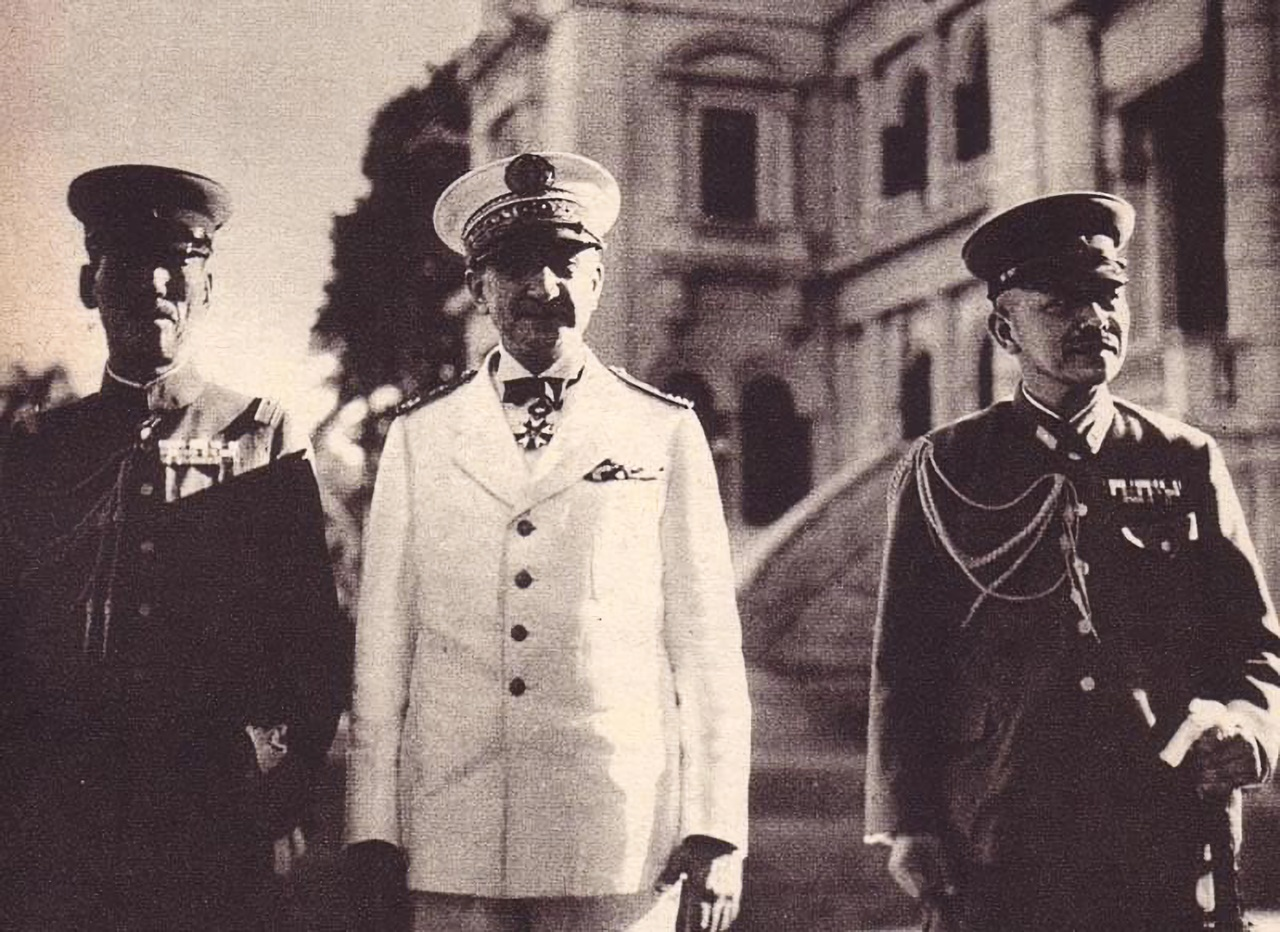
法屬印度支那總督讓德句和日軍軍官

當日本人在桂南會戰中攻佔了廣西省龍州縣時，法國在1940年6月22日與德國簽署了第二次貢比涅停戰協定，在法國建立了維琪政府，維琪法國亦控制了大量法國的海外殖民地，包括中南半島。1937年中日戰爭爆發以來，英國和美國透過援蔣路線軍事支援中國，而通過法屬印度支那是四條路線中最重要的一條。公路已被封鎖，但仍有一條鐵路線容許物資從海防市被運送到雲南，雖然日軍多次進行轟炸，但鐵路仍然被開放。
日本趁法國戰败當天（6月22日），開始向法屬印度支那總督提出要求，要求在1940年7月7日前關閉鐵路及容許帝國海軍在廣州灣法國租界停泊。因為停戰協定無規定法國殖民地如何解決，日軍不清楚盟友德國和意大利是否想東擴所以不能先下手為強奪取中南半島，於是在6月28日封鎖香港和越南。7月3日，日本代表提出另一要求：容許日軍進駐殖民地使用機場和鐵路。8月30日，維希法國向德國政府求助，但德國並沒有理會。
1940年9月5日，在华南方面军轄下編成印度支那派遣軍以入侵中南半島，由西村琢磨指揮，有一隊艦隊、航空母艦上的艦載機及駐海南島的岸基飛機提供支援。 
1940年9月22日，日本與維琪印度支那政府簽訂協議，以建立軍事基地及運輸權益，但限制只可以有6,000名日軍駐守印度支那，及在某一段時間內在整個殖民地最多可派駐25,000人，而且，協議的最後一份文件禁止日本陸、空及海軍從印度支那發動軍事進攻，除非得到雙方一致協議。由於法國當局對日本在9月18日的最後通牒一拖再拖，最後演變成入侵。

## 突破戰鬥
1940年9月22日，日本進軍越南數小時後，日軍第5師團在中村明人中將指揮下在三處地點越過邊界及佔領在諒山的鐵路起點，這違反了新的協議。日軍與一個旅的法國印度支那殖民地軍和法國外籍兵團發生戰鬥，直至9月25日諒山陷落，踏上了前往河內的道路，當時維琪法軍仍在各地堅守及派出一個團守衛諒山到河內的道路。
9月23日，維琪法國駐日本大使在東京抗議南支那方面軍違反協議。
當時，日軍飛機在9月24日早上從北部灣飛來轟炸海防，維琪法國態度開始軟化，但仍命令海岸守軍繼續防守及開火阻止任何登陸行動。
9月26日，日軍到達海防以南的海岸及開始進入港口，第二次登陸時坦克參與進攻及海防被轟炸，造成一些傷亡，下午時份，為數約4,500名日軍及12輛坦克離開海防。
晚上戰鬥終於結束，日軍攻佔在河內市郊的內排空軍基地，在雲南邊境老街及北江市的火車站，在海防及河內分別留駐900名及600名日軍，這些行動已足夠有效的封鎖中國，除了經緬甸的道路運入物資。
9月27日，日本與德國及義大利簽訂軍事同盟。

## 來源
- Hsu Long-hsuen and Chang Ming-kai, History of The Sino-Japanese War (1937–1945) 2nd Ed. ,1971. Translated by Wen Ha-hsiung , Chung Wu Publishing; 33, 140th Lane, Tung-hwa Street, Taipei, Taiwan Republic of China. Pg. 317

## 媒體連結
- Conflict in Indochina （页面存档备份，存于）, French newsreels archives (Les Actualités Mondiales), January 15, 1941

## 外部連結
- Vichy Indo-China vs Japan, 1940 （页面存档备份，存于）
- Prisoners of the Japanese
- （法文） French Indochina during World War II (dossier), Dr. Jean-Philippe Liardet